# غونبه ياماموتو
غونبه ياماموتو (باليابانية: 山本権兵衛 ياماموتو غونبه) (26 نوفمبر 1852 - 8 ديسمبر 1933) كان أدميرال في البحرية الإمبراطورية اليابانية كما شغل منصب رئيس الوزراء الياباني مرتين.